# Gagrella curuanica
Gagrella curuanica is een hooiwagen uit de familie Sclerosomatidae.